# Medalha Bingham
A Medalha Bingham (em inglês:  Bingham Medal) é um prêmio anual para contribuições notáveis no campo da reologia. Foi instituida em 1948 pela Sociedade de Reologia, em memória de Eugene Bingham.

## Laureados[1]
- 1948 Melvin Mooney
- 1949 Henry Eyring
- 1950 W. F. Fair, Jr.
- 1951 Percy Williams Bridgman
- 1952 Arpad Nadai
- 1953 John Douglass Ferry
- 1954 T. Alfrey
- 1955 H. Leaderman
- 1956 Arthur V. Tobolsky
- 1957 Clarence Zener
- 1958 Ronald Rivlin
- 1959 Egon Orowan
- 1960 Bruno Hasbrouck Zimm
- 1961 W. R. Willets
- 1962 W. Philippoff
- 1963 Clifford Truesdell
- 1964 Jan Burgers
- 1965 Eugene Guth
- 1966 P. E. Rouse
- 1967 H. Markovitz
- 1968 Jerald Ericksen
- 1969 S. G. Mason
- 1970 Anton Peterlin
- 1971 Arthur S. Lodge
- 1972 R. Stein
- 1973 R. Simha
- 1974 Robert Byron Bird‎
- 1975 Alan Neville Gent
- 1976 L. E. Nielsen
- 1977 Arthur B. Metzner
- 1978 T. L. Smith
- 1979 W. W. Graessley
- 1980 Howard Brenner
- 1981 James White
- 1982 E. B. Bagley
- 1983 F. R. Eirich
- 1984 Bernard Coleman
- 1985 R. S. Porter
- 1986 Morton M. Denn
- 1987 Charles Francis Curtiss
- 1988 William R. Schowalter
- 1989 I. M. Krieger
- 1990 G. C. Berry
- 1991 L. J. Zapas
- 1992 K. F. Wissbrun
- 1993 Daniel Joseph
- 1994 Andreas Acrivos
- 1995 D. J. Plazek
- 1996 H. H. Winter
- 1997 G. G. Fuller
- 1998 J. M. Dealy
- 1999 W. B. Russel
- 2000 Leslie Gary Leal
- 2001 M. Doi
- 2002 R. G. Larson
- 2003 Giuseppe Marrucci
- 2004 C. Macosko
- 2005 J. Mewis
- 2006 R. C. Armstrong
- 2007 J. F. Brady
- 2008 H. C. Öttinger
- 2009 G. B. McKenna
- 2010 T. C. B. McLeish
- 2011 E. S. G. Shaqfeh
- 2012 Ralph H. Colby
- 2013 Gareth H. McKinley
- 2014 Norman Wagner
- 2015 Hiroshi Watanabe
- 2016 Michael Cates